# شهرستان اولستر (نیویورک)
شهرستان اولستر، نیویورک (به انگلیسی: Ulster County, New York) یک سکونتگاه مسکونی در ایالات متحده آمریکا است که در ایالت نیویورک واقع شده‌است.

## خصوصیات
شهرستان اولستر ۳٬۰۰۶٫۹۹ کیلومترمربع مساحت دارد.